# 南郷18丁目駅
南郷18丁目駅（なんごうじゅうはっちょうめえき）は、北海道札幌市白石区南郷通18丁目にある札幌市営地下鉄東西線の駅である。駅番号はT16。

## 歴史
- 1982年（昭和57年）3月21日：白石駅 - 新さっぽろ駅間延伸開業に伴い、設置[1][2]。
- 2005年（平成17年）12月下旬：エレベータの新設・供用開始
- 2006年（平成18年）4月：カード自動販売機を設置
- 2008年（平成20年）10月18日：可動式ホーム柵が稼働開始[3]
- 2017年（平成29年）3月15日：駅売店キヨスク閉店、ほぼ同時期に改札口そばの飲料自動販売機（ダイドー・ドリンコ）も撤収される。
- 2017～18年（平成29～30年）：イオン銀行、セブン銀行の順にATM設置（両行のATM稼働時間6:00～0:00）
- 2018年（平成30年）12月15日：ローソンS（サテライト）札幌地下鉄南郷18丁目駅店開業（営業時間7:00～22:00）
- 2023年（令和5年）2月27日：ローソンS（サテライト）札幌地下鉄南郷18丁目駅店閉店
- 2024年（令和6年）11月初旬：シロクマベーカリー製（シロクマ北海食品（株）、南郷通20丁目南）の菓子パン、総菜パン、サンドイッチを取り揃えた自動販売機が設置される。

### 駅名の由来
計画時の仮称は「流通センター前駅」だった。

## 駅構造
地下1階に改札口とコンコース、地下2階に2面2線の相対式ホームがある。出入口が3ヶ所ある。ホーム・改札間およびコンコース・地上間（2番出入口）にエレベーターが設置されている。

### のりば
| ホーム | 路線   | 行先             |
| ------ | ------ | ---------------- |
| 1      | 東西線 | 新さっぽろ方面   |
| 2      | 東西線 | 大通・宮の沢方面 |

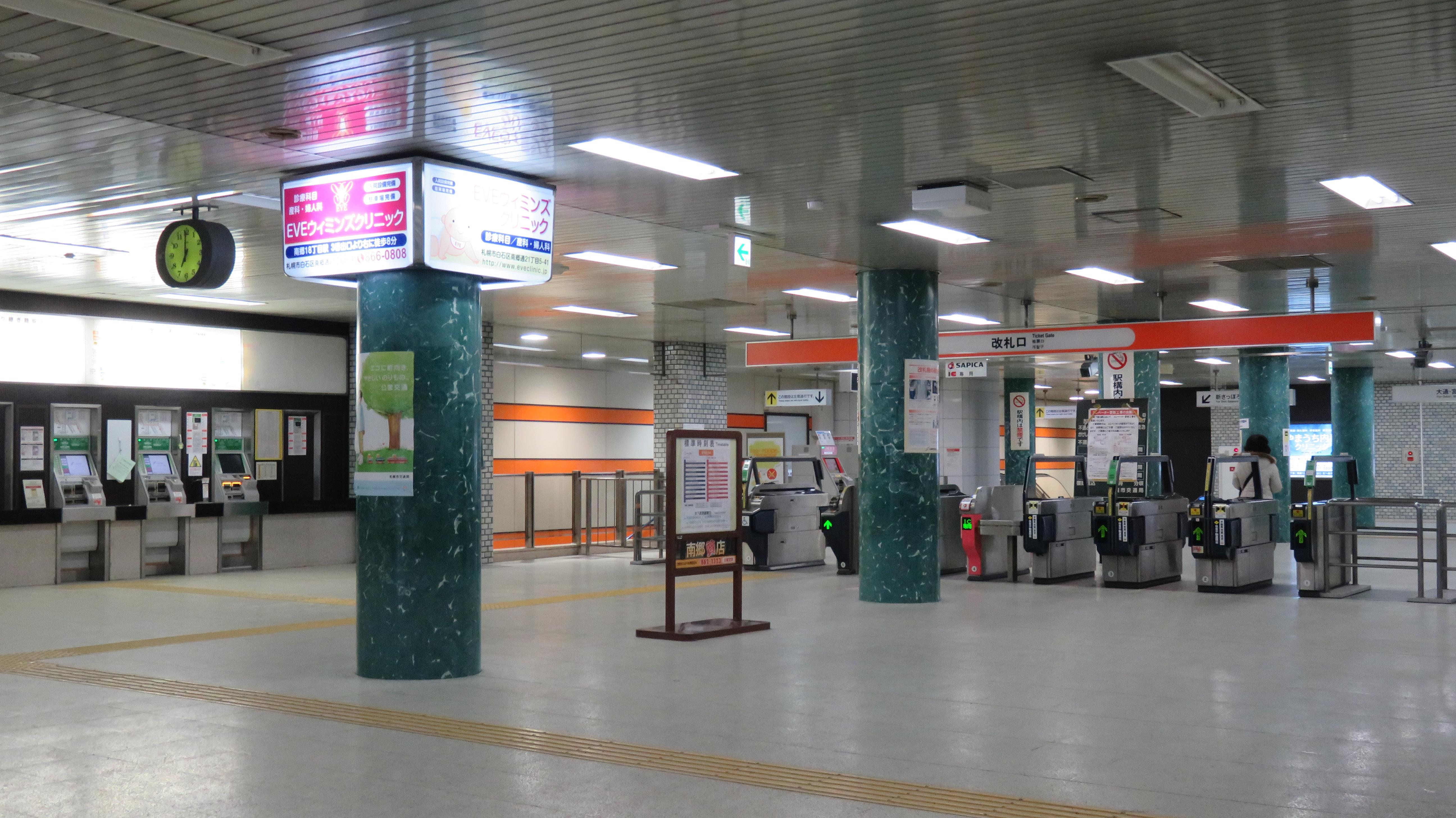
改札口
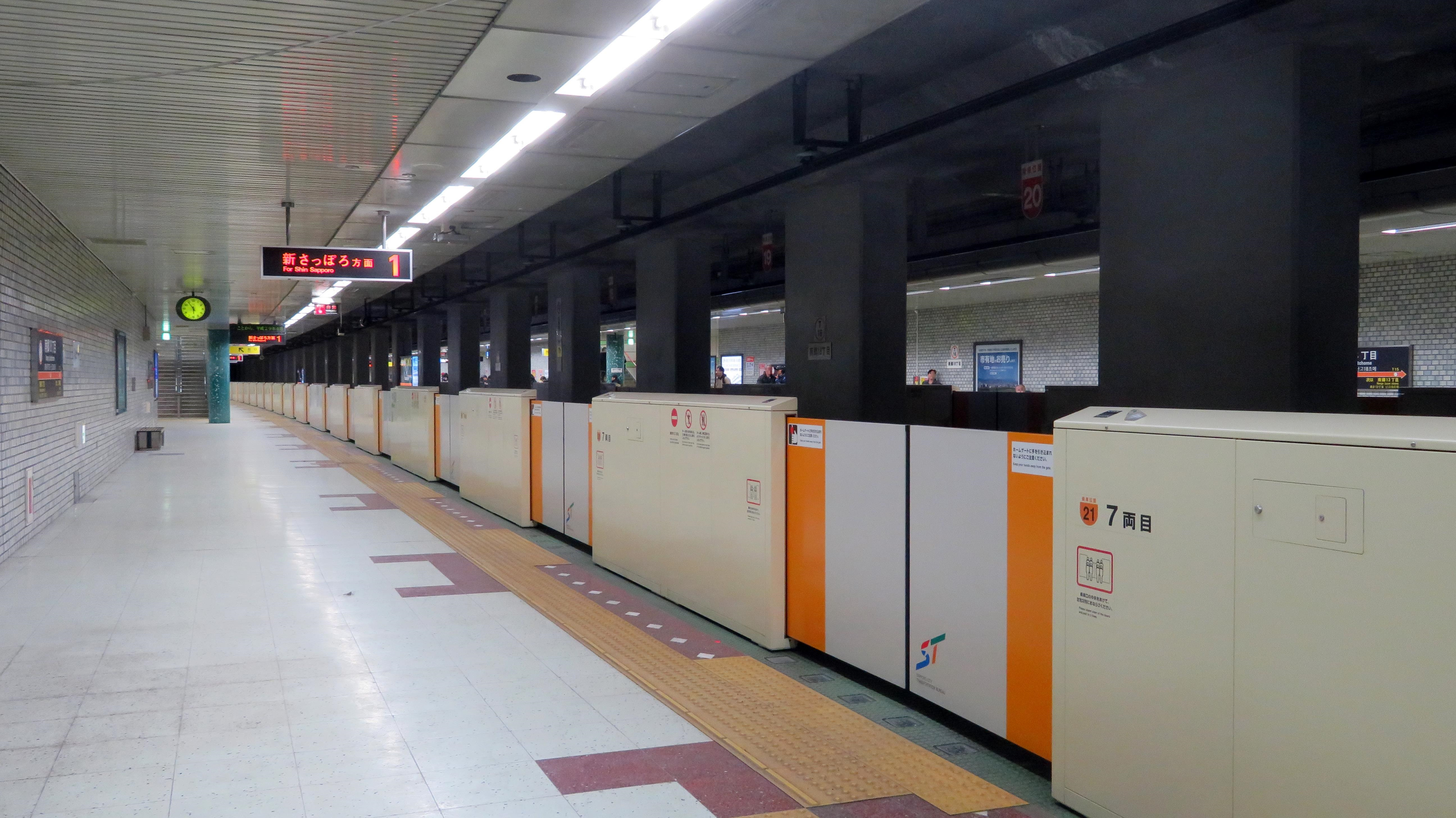
ホーム
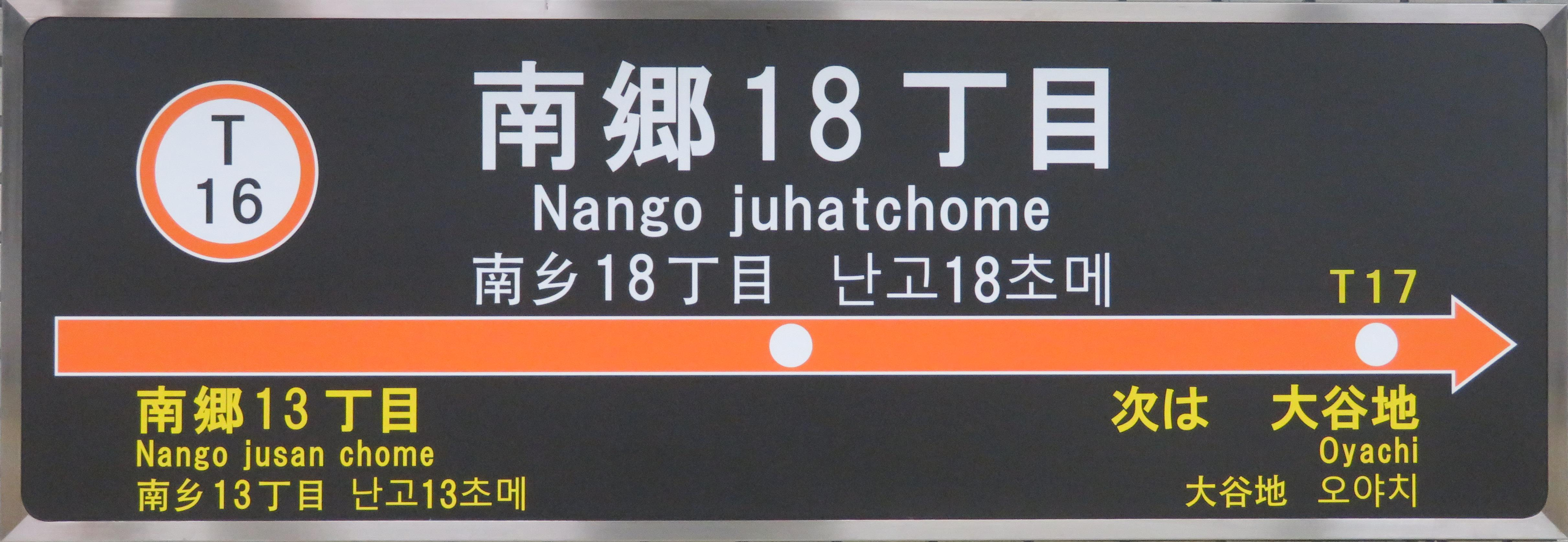
駅名標

## 利用状況
札幌市交通局によると、2020年度の一日平均乗車人員は8,355人であった。
近年の1日平均乗車人員の推移は以下のとおりである。
| 年度   | 1日平均 乗車人員 | 出典  |
| ------ | ---------------- | ----- |
| 2008年 | 9,740            | [ 5 ] |
| 2009年 | 9,558            | [ 5 ] |
| 2010年 | 9,578            | [ 5 ] |
| 2011年 | 9,829            | [ 5 ] |
| 2012年 | 9,809            | [ 5 ] |
| 2013年 | 9,950            | [ 5 ] |
| 2014年 | 10,142           | [ 6 ] |
| 2015年 | 10,211           | [ 7 ] |
| 2016年 | 10,611           | [ 7 ] |
| 2017年 | 10,956           | [ 7 ] |
| 2018年 | 10,960           | [ 8 ] |
| 2019年 | 10,859           | [ 8 ] |
| 2020年 | 8,355            | [ 9 ] |

## 駅周辺
駅は南郷通（北海道道3号札幌夕張線）と清田通の交差点直下にある。
- 北海道銀行流通センター前支店
- スイートデコレーションなんごう店
- 北海道道1148号札幌恵庭自転車道線（白石サイクリングロード）
- 白石東冒険公園（国鉄千歳線（旧線）大谷地駅跡地）
- 白石南郷十八郵便局
- コープさっぽろルーシー店
- 深澤青果本店
- 札幌市立大谷地小学校
- 白石東会館（白石東まちづくりセンター）
- 札幌商工会議所付属専門学校
- 国道12号
- 道営白樺団地
- リフレサッポロ（札幌国際交流館）
- 白石東地区センター
- JICA札幌国際センター

## バス路線

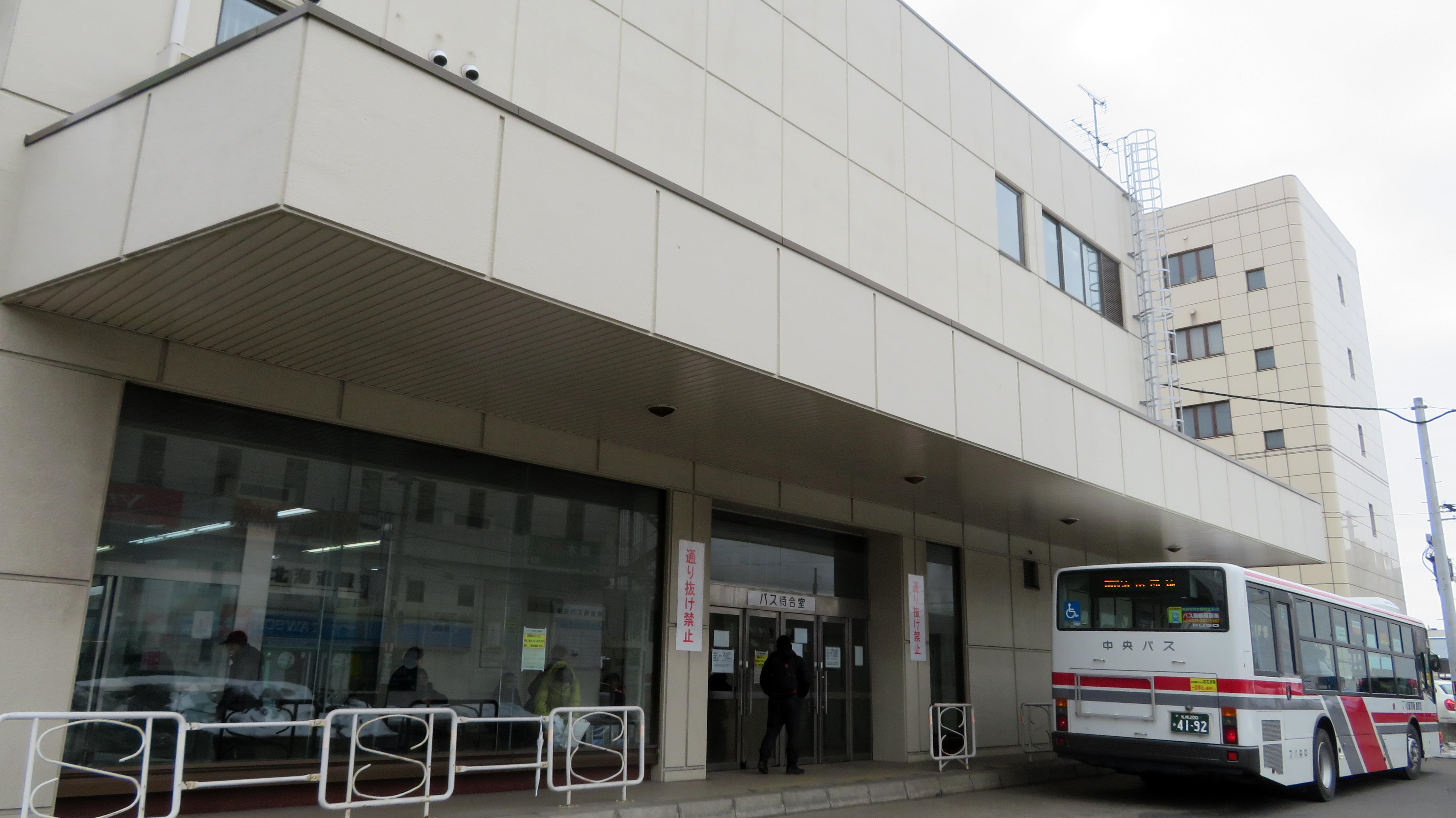
南郷18丁目バス発着場

1982年（昭和57年）3月21日に供用開始した「南郷18丁目バス発着場」のほか、周辺路上に停留所が設置されている。2021年（令和3年）12月の平日1日あたり、スクールバス等の非公示便を除く発着便数は、バス発着場・路上停留所を合わせて367便（感染症流行による一時運休便を含む）。
2024年（令和6年）4月1日現在。路線詳細は事業者・営業所記事（営業所記載は北海道中央バス）を参照。
南郷18丁目バス発着所
- 平岡営業所
  - 南62・月62 北野線：イオンモール札幌平岡
  - 南77 清田団地線：清田団地
  - 南85 清田団地線：ヒルズガーデン清田
- 西岡営業所
  - 真105 真駒内線：真駒内駅

路上 1番出入口側
- 平岡営業所
  - 月62：月寒中央駅

路上 3番出入口向かい側 南郷通沿い
- 西岡営業所
  - 真105：大谷地駅（大谷地バスターミナル）
- 札幌北営業所・道南バス
  - 高速とまこまい号（中央）・高速ハスカップ号（道南）：苫小牧駅前、苫小牧西港フェリーターミナル
  - 高速むろらん号（中央）・高速白鳥号（道南）：室蘭観光協会前
- 道南バス
  - 高速蘭東ライナー号：東室蘭駅東口
  - 高速おんせん号：登別温泉
  - 高速ペガサス号：浦河ターミナル
- 北都交通
  - E・M 新千歳空港連絡バス：新千歳空港（E 桑園系統は休止中[14]）

路上 3番出入口向かい側 清田通沿い
- 北海道中央バス
  - 札幌ドームシャトルバス（休止中[15]）

このほか、国道12号沿いにジェイ・アール北海道バス空知線と夕張鉄道の「流通センター通」停留所があり、札幌都心方面などの発着がある。

## その他
- 駅スタンプは南郷18丁目駅のイニシャルNの中に白石サイクリングロードにある虹の橋が描かれている[18]。

## 隣の駅
札幌市営地下鉄
 東西線
南郷13丁目駅 (T15) - 南郷18丁目駅 (T16) - 大谷地駅 (T17)